# 파나마모자풀과
파나마모자풀과(Cyclanthaceae)는 속씨식물과의 하나이다.

## 분류
APG 분류 체계 (1998년)과 APG II 분류 체계 (2003년)는 외떡잎식물군에 속하는 판다누스목으로 분류했다. 이 과의 식물은 신열대구에 자생하며, 12개 속으로 구성되어 있다.
속
- Asplundia Harling
- Carludovica Ruiz & Pav.
- Chorigyne R.Erikss.
- Cyclanthus Poit.
- Dianthoveus Hammel & Wilder
- Dicranopygium Harling
- Evodianthus Oerst.
- Ludovia Brongn.
- Schultesiophytum Harling
- Sphaeradenia Harling
- Stelestylis Drude
- Thoracocarpus Harling

## 재배 또는 이용
이 과의 가장 잘 알려진 식물은 파나마풀(Carludovica palmata)로 어린 잎을 파나마 모자를 만드는 데 쓴다.
이 과에 속하는 미확인 종의 하나(Carludovica속의 일종으로 추측)로 미국에서 "정글 북"(Jungle Drum)이라는 이름으로 팔리는 실내 화분용 식물이 있다.
Carludovica divergens는 환각 음료 아야유아스카의 일부 제품에 쓰인다.